# Сейсмічність Словенії
Сейсмічність Словенії — характеризується помірною інтенсивністю.

## Загальна характеристика
Словенія лежить в області Середземноморського геосинклінального поясу. Вона також розташована в місцевості з гористим рельєфом. Тому за характером сейсмічності, територія Словенії належить до помірних континентальних окраїн, яка прилягає до східної арки Юлійських Альп. Найвища вершина країни — гора Триглав (2864 метри). У межах території Словенії, в основному, відомі відособлені помірні та сильно помірні (за шкалою інтенсивності МSK-64) землетруси магнітудою до 5—6 балів (за шкалою Ріхтера). Проте в межах території країни можуть спостерігатися й сильно помірні та сильні землетруси.

## Землетруси у минулі століття
У далекому минулому на території нинішньої Словенії відбулися досить помітні землетруси з тяжкими наслідками, а саме землетрус в Ідрії (1511) та землетрус у Любляні (1895).
З 1970 року в Словенії сталося принаймні 6 землетрусів з магнітудою 5,0 балів (за шкалою Ріхтера), це дозволяє припустити, що землетруси такої сили відбуваються досить нечасто, ймовірно, в середньому приблизно кожні 5—10 років.

## Землетруси XXI століття

### 2014
22 квітня 2014 року, о 10:58 (за місцевим часом), у Словенії стався землетрус силою 4,4 бала (за шкалою Ріхтера). За повідомленням Агенції довкілля Словенії (Agencijа Republike Slovenije za okolje), епіцентр землетрусу лежав поблизу села Кнєжак, за 50 км від столиці країни, міста Любляна. Гіпоцентр землетрусу перебував на глибині 2 км. Коливання поверхні Землі відчувалося по території всієї Словенії, а також у хорватських містах Загреб, Рієка, Пула та у Трієсті на півночі Італії. Повідомлень про серйозні руйнування чи завдану шкоду — не надходило.